# توماس ایسفلد
توماس ایسفلد (انگلیسی: Thomas Eisfeld؛ زادهٔ ۱۸ ژانویهٔ ۱۹۹۳) بازیکن فوتبال اهل آلمان است.
از باشگاه‌هایی که در آن بازی کرده‌است می‌توان به آرسنال، فولام و بوخوم اشاره کرد.
وی همچنین در تیم ملی فوتبال زیر ۲۱ سال آلمان بازی کرده‌است.